# 20 (албум)
20 је двадесети албум Драгане Мирковић; издат је 2012. године.
Иако је изјавила да ће албум бити у продаји у октобру, „Vujin Records” га је за Босну и дијаспору издао почетком децембра, док га је за Србију издао „Zmex” средином децембра. Разлог је била Драганина потреба да публици овим јубиларним 20. албумом пружи нешто више, па се на албуму није нашло планираних 12/14 песама, већ 20. Двадесети албум, песма под називом 20 и 20 песама је био довољан разлог да га назове 20 (као и No. 10, 15 и 16). На албуму је 16 потпуно нових песама, три сингла из 2011. године „Другови”, „Срце моје” и „Једини” и песма „Умрећу због тебе” која је снимљена 1991. и коју је поново са трубачима отпевала за потребе једног од новогодишњих програма. „Једини” је песма коју је посветила супругу за десетогодишњицу брака; у споту за песму појавила су се њена деца Марко и Мануела; том приликом је изјавилаː „Када сам размишљала о споту и какав спот да буде за ту песму, једино што ми је пало на памет је да укључим и Марка и Мануелу, јер како онда ту емоцију из песме пренети на спот а да они нису ту”. Спот за песму „Другови”, снимљен је у њеном дворцу „Ebenfurth”, док је у споту за песму „Мили, мили” играла поново као некада; у споту „Пуцај право у срце” појавила се у индијској ношњи, и јако добро „скинула” њихове покрете што је изазвало пажњу публике и позитивне коментаре. Спот „Љубави” је у ствари мини филм; сниман је на неколико локација у Бечу и Драгана је изабрала да крај буде срећан и да се партнер из спота ипак врати. На албуму се налазе још четири спота за песму „Континент” у ком Драгана свира бубњеве заједно са ударачким бендом из Аустрије „Batala”, „Маче” који је у кабаре фазону, „Пустиња осећања” са анимираном позадином и „Хеј животе” који је снимљен у замку „Равадиново” у Бугарској. На албуму се први пут нашла и једна песма уз тамбураше, у питању је „Багрем”, док је публика песму „Пустиња осећања” прогласила једином која може да парира мега хит балади „Нисам ни метар од тебе”. Постоји и „Deluxe” издање уз које се добијао DVD са спотовима. Поред наведених песама, издвојиле су се иː „Покорно”, „Немирно море” и „Такав неће да се роди”.
Овај албум Драгана је посветила својој публици речимаː „За сву Вашу бескрајну љубав коју ми пружате свих ових година, мало је рећи ХВАЛА...због Вас сам дотакла небо и зато Вам дајем своје срце у свим својим песмама, речима и делима. Воли Вас увек Ваша Драгана Мирковић”

## Списак песама
1. Љубави 
(Г. Ратковић Рале - М. Богосављевић - Г. Велинов Панча)
2. Хеј животе 
(А. Кобац - В. Петковић - А. Кобац)
3. Континент 
(А. Ајановић - Д. Бечић)
4. Пустиња осећања 
(Г. Ратковић Рале - М. Богосављевић - Д. Маг)
5. Маче 
(А. Кобац - В. Петковић - А. Кобац)
6. Покорно 
(А. Ајановић - Д. Бечић)
7. Багрем 
(М. Николић)
8. Немирно море 
(М. Шенковски Џеронимо - М. Шенковски Џеронимо - Г. Ратковић Рале)
9. Аморова стрела 
(А. Кобац - В. Петковић - А. Кобац)
10. Мили, мили 
(М. Николић - М. Николић - И. Пештерац, М. Николић)
11. Такав неће да се роди 
(А. Кобац - В. Петковић - А. Кобац)
12. Пуцај право у срце 
(Д. Де Жан - Д. Де Жан - З. Живановић)
13. Остављени, преварени 
(Г. Ратковић Рале - М. Богосављевић - Г. Велинов Панча, Д. Маг)
14. Супротни светови 
(G. Zan Goll - G. Zan Goll - А. Кобац)
15. Срце вучије 
(Д. Де Жан - Д. Де Жан - З. Живковић)
16. Двадесет 
(Х. Алијевић - В. Петковић - А. Кобац)
17. Другови 
(А. Кобац - В. Петковић - А. Кобац)
18. Срце моје 
(А. Кобац - В. Петковић - А. Кобац)
19. Једини 
(G. Zan Goll - G. Zan Goll - Д. Ташковић Ташке)
20. Умрећу због тебе 
(П. Здравковић - С. Вукићевић - П. Здравковић, Д. Игњић)